# Boeing X-51
Die Boeing X-51A Waverider ist ein unbemanntes Demonstrationsfluggerät mit Staustrahltriebwerk, das eine Geschwindigkeit von Mach 6+ erreichen sollte. Die X-51A erreichte (beim letzten Flug) jedoch nur Mach 5,1. Die X-51A ist der direkte Nachfolger der X-43 und wird im Air Force Research Laboratory (AFRL) der Firmen Boeing, Pratt & Whitney und Rocketdyne sowie der DARPA entwickelt. Potentielle militärische Anwendungen werden bei Hyperschallflugzeugen und Raketen zur Bekämpfung zeitkritischer Ziele gesehen. Daneben spielen aber auch Überlegungen zur Entwicklung eines relativ billigen Raumtransporters eine Rolle. Die X-51A ist ein Einwegfluggerät. Jede der vier Maschinen flog deshalb nur einmal, bevor sie in den Pazifik stürzte.

## Beschreibung
Die Entwicklung der X-51A begann Ende 2004 bzw. Anfang 2005, nachdem die Flugversuche der X-43A abgeschlossen waren und DARPA im Rahmen des inzwischen eingestellten Falcon-Projekts ein weiteres Demonstrationsflugzeug für den Antrieb mit Staustrahltriebwerk benötigte. Die Bodentests wurden 2006 und 2007 erfolgreich durchgeführt. Die X-51A ging aus früheren Projekten, wie dem Advanced Rapid Response Missile Demonstrator hervor. Als Besonderheit wird bei der X-51 schwer entflammbarer Flugzeugtreibstoff des Typs JP-7 eingesetzt, der für die Lockheed SR-71 entwickelt wurde, und zur Zündung Ethylen verwendet. Alle vorherigen Staustrahltriebwerke wurden mit Wasserstoff angetrieben, der in der Handhabung gefährlich ist. Ein Wasserstofftank ist zudem verhältnismäßig groß und nimmt so den größten Teil des verfügbaren Platzes ein. Die X-51A war außerdem als Wellenreiter zum Ausnützen des Kompressionsauftriebs ausgelegt.

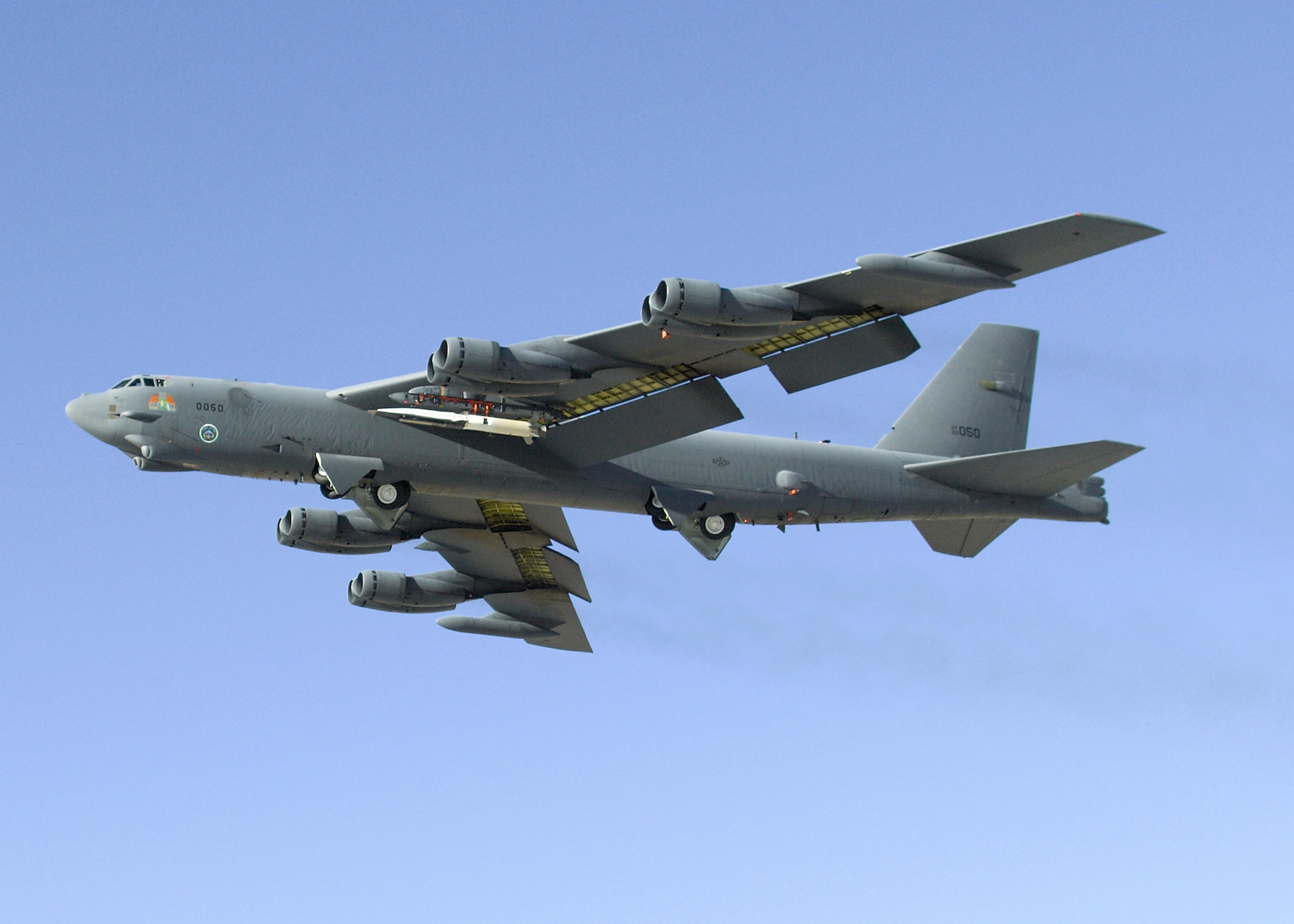
Testflug einer B-52 mit montierter X-51A

Der Erstflug des Flight Test Vehicle 1 (FTV 1) war für den 27. Oktober 2009 geplant, wurde mehrmals verschoben und schließlich am 26. Mai 2010 von der Naval Air Station Point Mugu in Kalifornien aus durchgeführt. Die Trägerrakete beschleunigte das Überschallflugzeug auf Mach 5 (5327 km/h) und auf eine Höhe von 21 Kilometer. Der hypersonische Flug dauerte circa 200 Sekunden, das war 100 Sekunden kürzer als angenommen. Das Staustrahltriebwerk arbeitete rund 140 Sekunden, das Flugzeug erreichte dabei eine Geschwindigkeit von etwas über Mach 5, danach stürzte das FTV 1-Flugzeug in den Pazifischen Ozean. Trotz der kürzeren Betriebsdauer und geringeren Endgeschwindigkeit wird der Erstflug als erfolgreich angesehen. Drei weitere im Bau befindliche Exemplare sollten weitere Testflüge absolvieren.
Zum Start wurde der Flugkörper an einem Flügelpylon einer Boeing B-52H auf eine Höhe von ungefähr 15 km gebracht und bei etwa Mach 0,8 über dem Naval Air Station Point Mugu abgeworfen. Zwei begleitende P-3 Orion waren für die Erfassung von Telemetriedaten zuständig, während Bodenradarstationen die Bahnverfolgung übernahmen. Beschleunigt wurde das Fluggerät vom Booster einer taktischen Feststoffrakete MGM-140 ATACMS, der eine aerodynamische Verkleidung und leichtere Titandüsen erhielt. Bei einer Geschwindigkeit von Mach 4,8 wurden der Booster und eine Zwischenstufe in einer Höhe von knapp 20 km abgetrennt.
Das Staustrahltriebwerk Pratt & Whitney Rocketdyne SJX 61 wurde dann bei einer Geschwindigkeit von Mach 4,8 aktiviert.
Ursprünglich sollte das Triebwerk bereits bei der X-43A verwendet werden, aber es wurde nicht rechtzeitig fertiggestellt. Damit sich dabei die Brennkammer durch die über 1000 °C heiße hindurchströmende Luft nicht überhitzt, wird sie im Betrieb vom Treibstoff umflossen, der dabei verdampft. Die Kühlungskanäle sind dabei mit einer katalytischen Beschichtung versehen, die den schweren Treibstoff in leichtere Moleküle, wie z. B. Wasserstoff oder Ethylen, zersetzt. Da die dafür notwendige Temperatur nicht sofort nach Einschalten des Triebwerks vorhanden ist, wird zunächst Ethylen eingeleitet. Nach Erreichen der dafür notwendigen Bedingungen wird der Betrieb auf JP-7 umgestellt. Die geplante Betriebszeit von 300 Sekunden für die Beschleunigung auf die geplante Endgeschwindigkeit von mehr als Mach 6 konnte nicht erreicht werden.
Der zweite Testflug am 13. Juni 2011 endete ebenfalls vorzeitig. Beim Übergang von Ethylen auf JP-7 kam es zu Problemen im Lufteinlauf. Versuche, den Strömungs- und Verbrennungsprozess zu stabilisieren, scheiterten, und der Flugkörper stürzte in den Pazifik.
Ein weiterer Testflug am 15. August 2012 endete nach nur 16 Sekunden mit einem Absturz in den Pazifik. Nur wenige Sekunden nach dem planmäßigen Ausklinken von der tragenden B-52 trat ein Fehler in einem der Leitwerksruder auf.

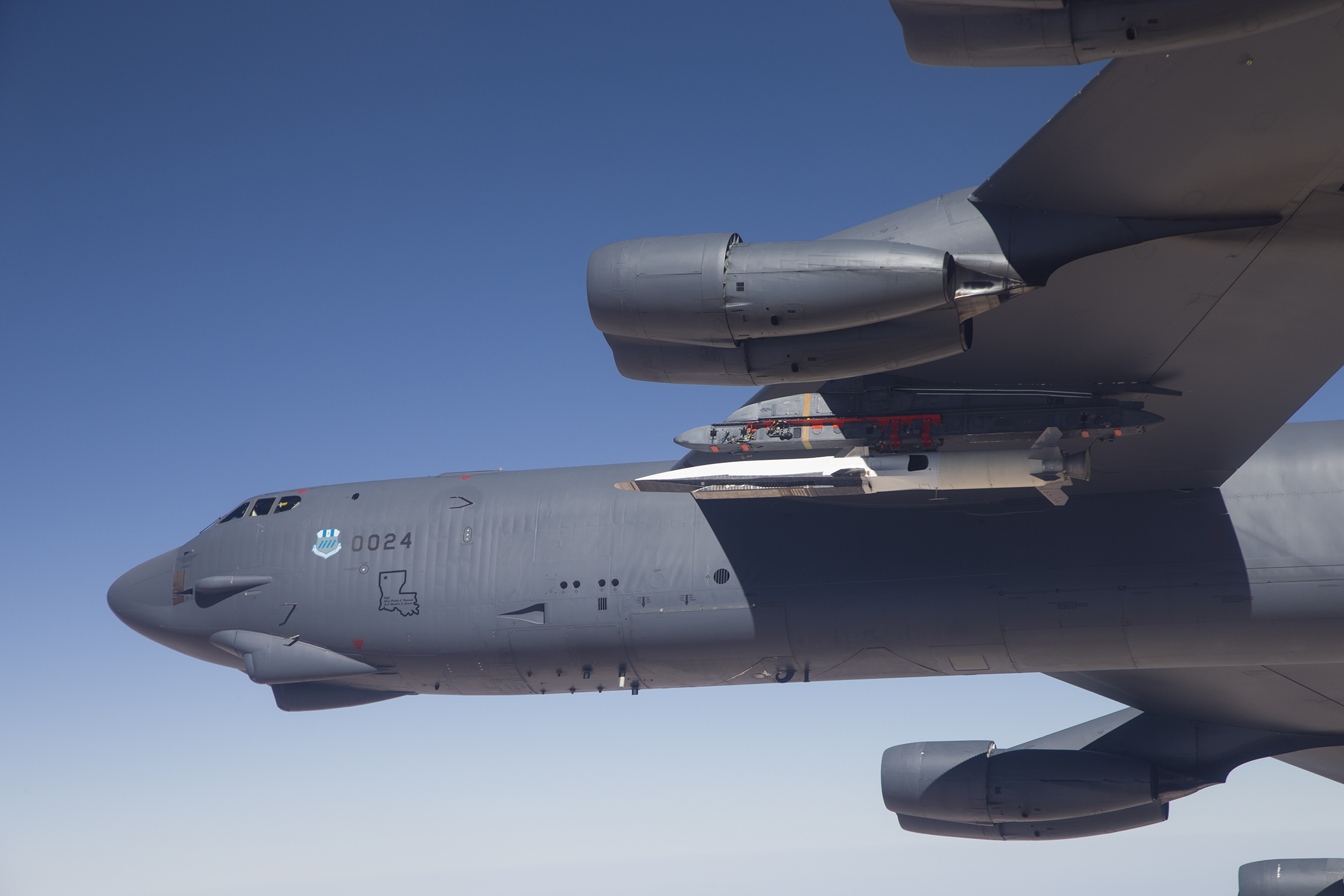
Vor dem Start zum Mach-5,1-Flug von der Boeing B-52H

Beim vierten und letzten Testflug am 1. Mai 2013 beschleunigte die Trägerrakete das Überschallflugzeug auf Mach 4,8 (5100 km/h). Der hypersonische Flug dauerte exakt 370 Sekunden, danach stürzte das FTV 4-Flugzeug in den Pazifischen Ozean.
Das Staustrahltriebwerk arbeitete rund 210 Sekunden bis zum planmäßigen Verbrauch des JP-7 Treibstoffs, wobei die X-51A 260 Seemeilen angetrieben zurücklegte. Es war der längste Flug eines Flugzeugs mit einem arbeitenden Hyperschalltriebwerk.
Ziel der geplanten vier Tests der X-51 ist es unter anderem, die Zündung bei geringeren Geschwindigkeiten und Temperaturen auszulösen als es bisher möglich ist. Derzeit ist eine Rakete erforderlich, um Staustrahlfluggeräte auf Zündgeschwindigkeit zu bringen. Die Ingenieure hoffen, dass in Zukunft zum Zünden die Geschwindigkeit ausreicht, die mit einem gewöhnlichen Strahltriebwerk erreicht werden kann.
Das Projekt wurde am 8. März 2011 bei den 54. Annual Laureate Awards der amerikanischen Fachzeitschrift Aviation Week in der Kategorie Aeronautics/Propulsion ausgezeichnet.

## Technische Daten
- Länge: 7,60 bis 7,90 m
- Gewicht: 1814 kg
- Höchstgeschwindigkeit: Mach 6+ (erreicht Mach 5,1)